# Прилепски революционен район
Прилепският революционен район от Битолския революционен окръг на Вътрешната македоно-одринска революционна организация обхваща териториите на Прилепската кааза в Османската империя с главен град Прилеп.

## История
В учебната 1893/1894 година в Прилепското българско мъжко класно училище учители са Дамян Груев и Пере Тошев и двамата членове на създадената в края на 1893 година Вътрешна организация. Революционната активност в Прилеп обаче се ограничава само до училището.
През лятото на 1894 година в града се връщат завършилиге Солунската гимназия Александър Хаджипанов и Тодор Станков, и двамата привлечени във ВМОРО в Солун, които имат задача да основат революционен комитет в града. Комитетът е организиран заедно с Даме Груев, като в първото ръководно тяло влизат Александър Хаджипанов, председател, Иван Гагалев, Петър Саратинов, Атанас Иванов, Тодор Станков, Йордан Попкостадинов и Йордан Гавазов. Управителното тяло се заема с посвещаване на нови членове, събиране на чренски внос и разхвърляне на парична помощ върху по-заможните граждани. Управителното тяло си служи с шифър, базиран на френската азбука.
Организирана е и терористична група с ръководител Йордан Попкостадинов и членове Григор Богойчев, Пере Бодлев и Д. Т.
През пролетта на 1895 година в района пристига четата на Димо Дедото, която прави опит за организиране на революционен комитет, начело с Йордан Гавазов, но предизвиква Дреновската афера, при която са арестувани над 100 души и мнозина са осъдени.
В 1895/1896 година директор на Прилепското българско училище става Петър Попарсов, който и оглавява и управителното тяло, а членове са му Атанас Иванов, секретар, Йордан Попкостадинов, началник на терористичната група, Никола Мърсев, Павел Христов, учител, Илия Цървенков, касиер и Петър Саратинов. Организационната дейност в града се засилва и са образувани десетарски групи, като за стотник е определен Илия Крапчев. Заседанията стават в дома на директора, а в къщата на Попконстантинов е направено скривалище, в което са складирани закупените пушки мартини. След предателство Попкостадинов е арестуван.
В Прилеп избухва конфликт между привържениците на ВМОРО и на Българското тайно революционно братство, който постепенно е изгладен от Павел Христов. В учебната 1896/1897 година главен учител и председател на комитета е Вангел Калейчев, а на мястото на напусналите учители Никола Мърсев и Павел Христов идват Илия Иванов и Иван Гагалев.
В 1899 година Никола Биолчев е избран за член на Прилепския околийски революционен комитет, а от октомври 1901 година го оглавява. Освен него в ръководството са Тале Христов, Кочо Иванов, Коце Берберот, Коста Груев и Гьорче Брайлоец.
През март/април 1902 година, след като е разбита четата на Методи Патчев, в района избухва Кадиноселската афера, при която са арестувани 92 души.